# See-Nunatak
Der See-Nunatak ist ein  Nunatak im ostantarktischen Kempland. Er ist der nördlichste einer Gruppe, die den östlichen Teil der Hansenfjella bilden.
Kartiert wurde er anhand von Luftaufnahmen der British Australian and New Zealand Antarctic Research Expedition (BANZARE, 1929–1931) unter der Leitung des australischen Polarforschers Douglas Mawson. Das Antarctic Names Committee of Australia (ANCA) benannte ihn am 29. Juli 1965 nach R. See, Hubschraubermechaniker bei der 1965 durchgeführten Kampagne im Rahmen der Australian National Antarctic Research Expeditions.